# Georges Stuber
Georges Stuber (11. maj 1925 - 16. april 2006) var en schweizisk fodboldspiller (målmand). Han tilbragte hele sin karriere i hjemlandet, hvor han repræsenterede henholdsvis Luzern, Lausanne og Servette. Han var med i den schweiziske trup til VM 1950 i Brasilien, og spillede to af holdets tre kampe i turneringen, hvor schweizerne blev slået ud efter det indledende gruppespil. Fire år senere var han også med i truppen til VM 1954 på hjemmebane, men kom dog ikke på banen i denne turnering.